# Campylodoniscus
Genre
Espèce
Campylodoniscus est un genre de dinosaures sauropodes du Crétacé supérieur, soit entre le Cénomanien et le Campanien-Maastrichtien (de 70 à 95 millions d'années). Ses restes ont été retrouvés en Argentine. Il était probablement de la famille des titanosaures. Il est considéré par certains chercheurs nomen dubium.

## Histoire
L'espèce type, Campylodon ameghinoi, a été nommée et décrite par Friedrich von Huene en 1929. L'holotype a été découvert à la Sierra de San Bernardo et est constitué d'une mandibule et de sept dents.
En 1961, Oskar Kuhn affirme que le nom est déjà pris par un poisson. Il renomme le genre Campylodoniscus.

## Étymologie
Le nom du genre est tiré du grec ancien καμπυλος, qui signifie « courbe » ou « arqué », et de ὀδών, qui signifie « dent ». Le nom spécifique a été donné en l'honneur de Florentino Ameghino.